# Светловка (Павлодарская область)
Светловка (каз. Светловка) — упразднённое село в Щербактинском районе Павлодарской области Казахстана. Входило в состав Красиловского сельского округа. Точная дата упразднения не установлена.

## История
Село Светловка основано в 1914 г. украинскими крестьянами в урочище Тугельбай Вознесенской волости.